# ルカ・パヴィチェヴィッチ
ルカ・パヴィチェヴィッチ（セルビア語: Лука Павићевић, ラテン文字転写: Luka Pavićević、1968年6月17日 - ）は、モンテネグロの元バスケットボール選手で、現在は指導者。ユーゴスラビア・ティトーグラード（現：ポドゴリツァ）出身。

## 略歴
ユタ大学卒業後、ヨーロッパ各国で選手として欧州チャンピオンズカップ（現ユーロリーグ）3度優勝など活躍し、引退後の2003年からセルビアA1リーグで指導者キャリアを始める。ギリシャ、ドイツ、フランスを渡った後、2012年から14年まで母国モンテネグロ代表ヘッドコーチを務める。
2016年11月、日本バスケットボール協会技術委員会アドバイザー就任のため来日。男子日本代表次期ヘッドコーチ就任まで代行を務めた。
2017年6月、アルバルク東京HC就任。2022年6月をもって退任。
2023年5月、サンロッカーズ渋谷HC就任。
2025年4月15日に解任。7月、パニオニオスBCのヘッドコーチ就任が発表された。

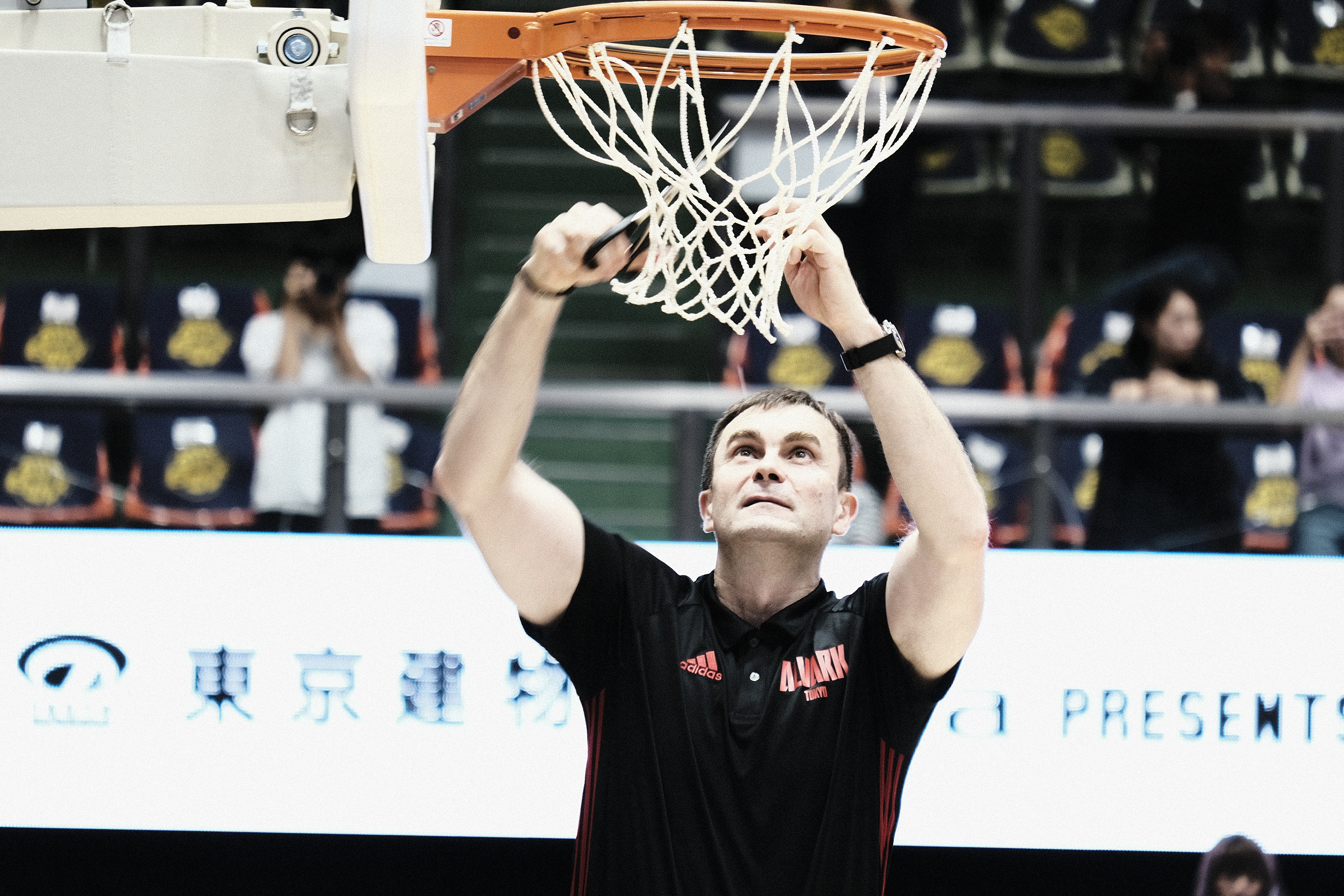

## 賞歴
プレーヤー:
- ヨーロッパ・チャンピオンズカップ (Euroleague) champion: 3 (Jugoplastika: 1988–89,1989–90,1990–91)
- フィニッシュ・カップ（英語版） champion: 1 (Espoon Honka: 2000–01)
- ユーゴスラビア・リーグ champion: 3 (KK Split: 1988–89,1989–90,1990–9)
- ユーゴス・バスケットボール・カップ（英語版） winner: 4 (KK Cibona: 1988, KK Split: 1990, 1991,KK FMP: 1997)
- Finnish Cup winner: 1 Espoon Honka: 2001)

ヘッドコーチ:
- Bリーグ champion: 2 (アルバルク東京: 2017-18,2018-19)
- FIBAアジアチャンピオンズカップ champion: 1 (アルバルク東京: 2019)
- バスケットボール・ブンデスリーガ champion: 1 (アルバ・ベルリン（英語版）: 2007–08)
- ジャーマン・カップ（英語版） winner: 1 (アルバ・ベルリン（英語版）: 2009)
- モンテネグロ・カップ (バスケットボール)（英語版） winner: 1 (KK・ブドゥクノースト（英語版）: 2016)

## ヘッドコーチ成績
| チーム         | シーズン | G  | W  | L  | W–L% | シーズン結果 | PG | PW | PL | PW–L% | 最終結果  |
| -------------- | -------- | -- | -- | -- | ---- | ------------ | -- | -- | -- | ----- | --------- |
| アルバルク東京 | 2017-18  | 60 | 44 | 16 | .733 | 東地区2位    | 5  | 5  | 0  | 1.000 | Champions |
| アルバルク東京 | 2018-19  | 60 | 44 | 16 | .733 | 東地区3位    | 6  | 5  | 1  | .833  | Champions |
| アルバルク東京 | 2019-20  | 41 | 32 | 9  | .780 | 東地区1位    | -  | -  | -  | –     |           |
| アルバルク東京 | 2020-21  | 56 | 32 | 24 | .780 | 東地区6位    | -  | -  | -  | –     |           |